# Jezioro Myczkowskie

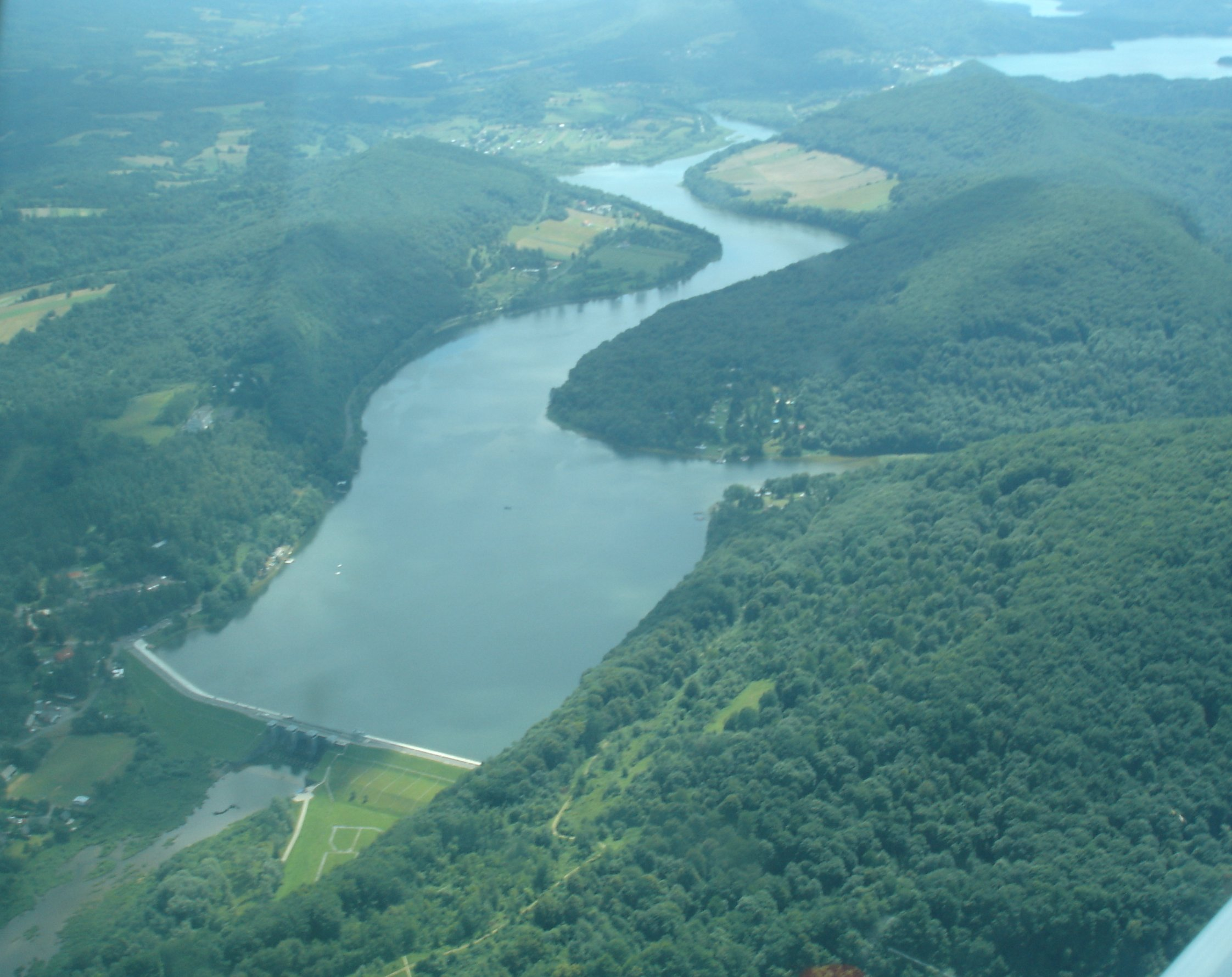
Luftbild

Das Jezioro Myczkowskie ist ein Stausee an dem San in der polnischen Woiwodschaft Karpatenvorland. Er liegt in den Bieszczady, einem Teil der Waldkarpaten flussabwärts vom Jezioro Solińskie.

## Beschreibung
Hinter der 15 Meter hohen Staumauer wird das Wasser des San sowie kleinerer Zuflüsse aufgestaut. Bei Vollstau beinhaltet der Stausee 11 Millionen Kubikmeter Wasser. Die Wasserfläche beträgt dann 2 Quadratkilometer.

## Geschichte
Der Stausee wurde ab 1921 gebaut und 1925 geflutet. Der Ausbau erfolgte 1956–1960. Er wird sowohl als Badesee als auch als Schutzspeicher gegen Überflutungen sowie als Wasserkraftwerk genutzt.

## Tourismus
Am Ufer des Sees befinden sich mehrere Strände.